# Nachttempel Award
De Nachttempel Award was een jaarlijkse prijs die uitgereikt werd door het tijdschrift Nieuwe Revu aan de 'beste club van Nederland'. De winnaar kreeg naast deze prijs een bedrag van 15.000 euro om een feest te organiseren.

## Winnaars
- 2004 - Las Palmas (Rotterdam)
- 2005 - Paard van Troje (Den Haag)
- 2006 - Doornroosje (Nijmegen)
- 2007 - Patronaat (Haarlem)
- 2008 - Manhattan (Arnhem)